# Vandread
Vandread (ヴァンドレッド, Vandoreddo), stylisée VanDread, est une série télévisée d'animation japonaise en deux saisons de treize épisodes de 26 minutes chacun, ainsi que deux OAV récapitulatifs, par les studios Gonzo Digimation.
La première saison est produite en 2000 et suivie d'une OAV résumant la saison Vandread Taidouhen l'année suivante. La deuxième saison est produite en 2001 et est également suivie d'une OAV résumant la saison Vandread Gekitouhen en 2002. En France, la série a été diffusée à partir du 5 juin 2003 sur Mangas, puis NT1, AB1 et Sci-Fi.

## Synopsis
La planète Taraak, peuplée exclusivement d'hommes, ainsi que la planète Mejeer, exclusivement de femmes, se font la guerre depuis des années.
Lors d'une présentation militaire des forces spatiales de Taraak, leur nouveau vaisseau de combat construit à partir de celui de la colonisation est attaqué et annexé par des femmes pirates issues de Mejeer : ne voulant pas perdre la face, le commandant des forces taraakiennes préfère détruire à distance son vaisseau avec les intruses à bord.
Là, se produit un évènement surprenant : le vaisseau taraakien et celui des pirates fusionnent sous l'impulsion du cristal Praksis, source d'énergie mystérieuse, pour créer un nouveau vaisseau qui est baptisé NirVana. Cette fusion affecte également les navettes de combat mejeeriennes et l'« armure » mobile taraakienne.
Trois hommes, un ouvrier et deux officiers restés à bord et faits prisonniers par les pirates, ainsi que ces dernières, vont bien malgré eux devoir collaborer et apprendre à coexister, car leur salut à tous dépend de leur entente face à un nouvel ennemi commun : des vaisseaux automatisés venus d'ailleurs et ouvertement hostiles aux représentants de leur espèce.

## Personnages

### Personnages principaux

#### Protagoniste masculin
Hibiki Tokai (ヒビキ・トカイ) / « Monsieur l'Extra-terrestre » (宇宙人さん, Uchū-jin-san) (surnom par Dita)
- Poste : Pilote de Vanguard du NirVana
- Âge : 16 ans
- Groupe sanguin : B
- Date de naissance : 10 octobre
- Taille : 147 cm
- Poids : 50 kg
- VanDread : Oui (Dita, Meia, Jura ou Dita/Meia/Jura/Pyoro)

Le protagoniste masculin principal de l'histoire, un ouvrier taraakien.
Pilote du Vanguard au sale caractère mais volontaire, il parvient toujours à élaborer des plans judicieux pour venir à bout de ses adversaires.
Sur Taraak, il était un citoyen de troisième classe ayant comme consigne venant de son grand-père de se faire beaucoup d'amis. Hibiki cherche à établir la preuve de son existence au travers des divers combats qu'il mène avec l'aide de son Vanguard, mais un grand secret concernant son identité semble enfoui en lui : il fait partie de la première génération (celle qui a colonisé Taraak) et est le neuvième membre du Conseil des Anciens.
Il est sentimentalement troublé par Dita, qui depuis leur première rencontre le surnomme à l'occasion « Monsieur l'Extra-terrestre » et l'importune régulièrement, mais adore sa cuisine.

#### Protagonistes féminins
Dita Liebely (ディータ・リーベライ, Dīta Rīberai)
- Poste : Apprentie-pilote de Dread
- Âge : 16 ans
- Groupe sanguin : O
- Date de naissance : 1er septembre
- Taille : 158 cm
- Poids : 46 kg
- VanDread : Oui (Hibiki ou Hibiki/Meia/Jura/Pyoro)

La protagoniste féminine principale de l'histoire, une pirate mejeerienne.
Apprentie-pilote de Dread très extravertie et au tempérament joyeux, Dita est fascinée par les formes de vie « extra-mejeeriennes » et affiche une affection très prononcée pour Hibiki, qui ne manque pas de l'envoyer balader à la première occasion : elle garde cependant espoir que ce dernier tienne un jour sa promesse de venir la « voir dans sa chambre » (décorée selon une thématique « ovniologique »).
C'est une jeune fille maladroite, un peu niaise et ingénue, mais sa force de caractère, sa compassion pour autrui ainsi que sa spontanéité en font un membre apprécié de tout l'équipage. Elle est également très bonne cuisinière, ce avec quoi elle parvient à amadouer Hibiki — qui est friand de sa nourriture.
Meia Gisborn (メイア・ギズボーン, Meia Gizubōn)
- Poste : Commandant des pilotes de Dread du NirVana
- Âge : 19 ans
- Groupe sanguin : B
- Date de naissance : 10 juin
- Taille : 169 cm
- Poids : 51 kg
- VanDread : Oui (Hibiki ou Hibiki/Dita/Jura/Pyoro)

Pirate mejeerienne, elle est à la tête de leur flotte de Dread et garde la tête froide en toute circonstance.
Impassible et rigoureuse la plupart du temps, mais aussi orgueilleuse, elle a pour habitude d'être renfermée sur elle-même et a longtemps fui les autres, considérant que ne pas avoir d'amis permettait de n'être jamais trahi.
Sa vie en communauté avec les Taraakiens, qui ont toujours été considérés comme leurs ennemis, et plus particulièrement ses interactions avec Hibiki, ont changé son point de vue : elle devient plus sociable et se bat désormais pour protéger l'avenir de ses compagnons.
Jura Basil Elden (ジュラ・ベーシル・エルデン, Jura Bēshiru Eruden)
- Poste : Commandant en second des pilotes de Dread du NirVana
- Âge : 20 ans
- Groupe sanguin : AB
- Date de naissance : 31 août
- Taille : 174 cm
- Poids : 53 kg
- VanDread : Oui (Hibiki ou Hibiki/Dita/Meia/Pyoro)

Pirate mejeerienne placée hiérarchiquement en second dans le commandement des pilotes de Dread, elle est donc censée prendre le relais en cas d'absence ou de défaillance de Meia. Elle est particulièrement proche de sa coéquipière, Barnette Orangello.
Cultivant sa féminité, elle est séduisante, un peu immature et capricieuse, fragile et narcissique, mais sait se saisir des opportunités qui se présentent pour les tourner à son avantage.
Elle avoue bien volontiers son penchant pour les hommes, avec lesquels elle aimerait bien concevoir naturellement un enfant pour le prestige d'être la première d'entre elles à porter un bébé mejeerien issu de l'union d'un homme et d'une femme : raison qui la pousse à poursuivre Hibiki de ses assiduités.

### Personnages secondaires

#### Taraakiens
Bart Garsus (バート・ガルサス, Bāto Garusasu)
- Poste : Pilote de bord et artilleur du NirVana
- Âge : 16 ans
- Groupe sanguin : A
- Date de naissance : 3 janvier
- Taille : 184 cm
- Poids : 71 kg

Issu d'une classe aisée sur Taraak, il semble être le seul membre d'équipage à pouvoir piloter le NirVana et utiliser son armement.
Il est maladroit, crédule et guère téméraire, ce qui ne lui vaudra que peu de popularité auprès de ses équipières. Néanmoins, il est capable de donner de sa personne dès lors qu'il se sent personnellement impliqué.
C'est un prétentieux au cœur tendre qui éprouve énormément d'affection pour son supérieur direct, le sous-commandant Buzam A. Calessa.
Duello McFile (ドゥエロ・マクファイル, Duero Makufairu)
- Poste : Médecin de bord du NirVana
- Âge : 17 ans
- Groupe sanguin : O
- Date de naissance : 16 mars
- Taille : 188 cm
- Poids : 76 kg

Seul médecin à bord du vaisseau. Étant un Taraakien, son domaine de compétence ne se limite donc qu'aux hommes, mais la vie sur le NirVana au milieu d'un équipage féminin a tôt fait d'élargir ses connaissances, autant par nécessité qu'intérêt scientifique. D'un sang-froid à toute épreuve et d'un tempérament calme, humble ainsi que rationnel, il a l'esprit réfléchi et reconnaît ses lacunes, qu'il corrige par son désir d'accumuler toujours plus de savoirs.
Développant une complicité avec Parfet Balblair, l'ingénieur en chef des pirates mejeeriennes qui partage sa curiosité intellectuelle, il étudie en autodidacte la physiologie de leurs anciennes ennemies et découvre toujours de nouvelles choses étonnantes à leur sujet.

#### Mejeeriennes
Magno Vivan (マグノ・ビバン, Maguno Biban)
- Poste : Commandant de bord du NirVana
- Âge : 108 ans
- Groupe sanguin : O
- Date de naissance : 25 décembre
- Taille : 148 cm
- Poids : 73 kg

Elle dirige tout l'équipage du NirVana et montre un grand attachement à ses subordonnés, qu'elle traite relativement comme une grande famille.
Elle semble savoir beaucoup plus de choses qu'elle ne le laisse entendre, et ne fait part de ses connaissances qu'aux moments opportuns. Elle dispense ses conseils à ceux qui en ont besoin et, malgré les apparences, c'est une personne au grand cœur et respectée de tous.
Elle fait partie de la première génération, qui a colonisé Mejeer.
Buzam A. Calessa (ブザム・A・カレッサ, Buzamu A Karessa) (nom courant) / « B.C. » (BC, Bīshī) (pseudonyme) / Tenmei Uragasumi (浦霞天明, Uragasumi Tenmei) (nom de naissance)
- Poste : Sous-officier et commandant en second du NirVana
- Âge : 28 ans
- Groupe sanguin : A
- Date de naissance : 4 avril
- Taille : 173 cm
- Poids : 61 kg

Bras droit de Magno Vivan, c'est elle qui relaie ses ordres au reste de l'équipage et qui commande tout le pont du vaisseau pour coordonner les assauts des Dread.
Aussi douée pour le combat rapproché, son arme de prédilection est le fouet qu'elle manie avec souplesse et dextérité. Elle suscite l'intérêt du pilote de bord, Bart Garsus.
Son rang la classe parmi le personnel le plus important du vaisseau, mais il semblerait qu'elle cache une autre identité que peu de personnes connaissent…
Barnette Orangello (バーネット・オランジェロ, Bānetto Oranjero)
- Poste : Pilote de Dread du NirVana
- Âge : 18 ans
- Groupe sanguin : A
- Date de naissance : 4 octobre
- Taille : 163 cm
- Poids : 49 kg
- VanDread : Non

L'amie proche de Jura Basil Elden, également pilote de Dread.
Femme à fort tempérament et de nature méfiante, elle ne peut s'empêcher, contrairement à cette dernière, d'éprouver de la défiance envers les Taraakiens, notamment ceux de l'équipage qu'elle ne parvient pas encore à considérer comme des alliés. Elle se sent très concernée par l'état de santé de ses amies proches qui lui font parfois le reproche d'agir trop impulsivement.
Elle apprécie le combat rapproché et affectionne tout particulièrement les vieilles armes à feu.
Parfet Balblair (パルフェ・バルブレア, Parufe Baruburea)
- Poste : Ingénieur en chef du NirVana
- Âge : 18 ans
- Groupe sanguin : AB
- Date de naissance : 23 novembre
- Taille : 155 cm
- Poids : 44 kg

Ingénieur en chef des pirates, elle dirige toute l'équipe technique du NirVana chargée de l'entretien et de la maintenance du vaisseau, ainsi que des révisions et réparations des Dread.
Ses compétences sont élevées, mais le fonctionnement du Paksis Pragma reste pour elle un mystère, d'où sa difficulté à réparer tous les problèmes qui lui sont liés.
Elle manifeste un petit faible pour le médecin de bord, Duello McFile, dont elle apprécie la compagnie et qui partage sa curiosité scientifique.
Paiway Underberg (パイウェイ・ウンダーベルグ, Paiwei Undāberugu)
- Poste : Infirmière de bord du NirVana
- Âge : 11 ans
- Groupe sanguin : B
- Date de naissance : 21 décembre
- Taille : 137 cm
- Poids : 30 kg

Cadette de l'équipage, elle est la jeune infirmière qui assiste le docteur McFile dans ses interventions médicales.
Très joueuse et taquine, elle adore faire la ventriloque avec sa marionnette en forme de grenouille.
Son activité favorite consiste à espionner les autres en reportant tout ce qu'elle voit dans son petit carnet.
Ezra Vieil (エズラ・ヴィエーユ, Ezura Viēyu)
- Poste : Opérateur de bord du NirVana
- Âge : 24 ans
- Groupe sanguin : B
- Date de naissance : 8 juillet
- Taille : 160 cm
- Poids : 45 kg

Elle officie généralement sur la passerelle du NirVana. Déjà enceinte au début de l'histoire, elle devient la première femme à donner naissance à un enfant dans le vaisseau.
Elle a baptisé sa fille Kahlua, qui bénéficie d'une attention toute particulière de la part de ses coéquipières, notamment de Pyoro qui propose de s'occuper de « Pyoro-2 » dès qu'il en a l'occasion.
De nature calme et très tolérante mais inquiète, elle craint plus que tout de mal éduquer sa fille, raison pour laquelle elle la laisse aussi souvent auprès de Pyoro.
Kahlua (カルーア, Karūa) / « Pyoro-2 » (ピョロに, Pyoro-Ni) (surnom par Pyoro)
- Âge : En gestation (première saison) ; nouveau-née (deuxième saison)

Fille d'Ezra Vieil et premier enfant né à bord du NirVana, elle est baptisée par le capitaine Magno Vivan.
Comme sa mère craint de mal l'éduquer et que Pyoro s'est fortement attaché à elle bien avant sa naissance — après avoir appris avec le reste de l'équipage la grossesse d'Ezra, celle-ci laisse le robot, plus que les autres, prendre soin d'elle.
Son souci d'assurer sa sécurité peut parfois rendre Pyoro surprotecteur et irrationnel.
Gascogne Rheingau (ガスコーニュ・ラインガウ, Gasukōnyu Raingau)
- Poste : Armurier du NirVana
- Âge : 32 ans
- Groupe sanguin : O
- Date de naissance : 21 septembre
- Taille : 178 cm
- Poids : 66 kg

Faisant un peu figure de « grande sœur » modèle auprès de ses camarades, elle dirige l'équipe logistique de réapprovisionnement des Dread et pilote elle-même une unité mobile pour le ravitaillement en plein combat. Sa philosophie consiste à motiver un bon état d'esprit au sein de l'équipage en encourageant l'effort dans la bonne humeur.
Durant son temps libre, elle joue régulièrement aux cartes avec Hibiki et, au grand dam du jeune garçon, gagne tout le temps contre lui. Elle dispense également ses conseils lorsque le besoin s'en fait sentir.
Sous son tempérament, qui la pousse à consoler celles et ceux qui perdent le sourire et les relever quand ils baissent les bras, ainsi que ses apparences dures et fortes de garçon manqué, elle garde enfoui en elle une grande tristesse liée à son passé.
Amarone Slaintheav (アマローネ・スランジーバ, Amarōne Suranjība)
- Poste : Opérateur de bord du NirVana
- Âge : 19 ans
- Groupe sanguin : A
- Date de naissance : 6 mai
- Taille : 152 cm
- Poids : 43 kg

Elle est opératrice sur la passerelle du NirVana, prenant en charge les communications ainsi que le positionnement des ennemis sur le radar.
Belvedere Coco (ベルヴェデール・ココ, Beruvedēru Koko)
- Poste : Opérateur de bord du NirVana
- Âge : 18 ans
- Groupe sanguin : B
- Date de naissance : 3 février
- Taille : 162 cm
- Poids : 51 kg

Elle est opératrice sur la passerelle du NirVana, prenant en charge les communications ainsi que le positionnement des ennemis sur le radar.
Celtic Midori (セルティック・ミドリ, Serutikku Midori)
- Poste : Opérateur de bord du NirVana
- Âge : 17 ans
- Groupe sanguin : O
- Date de naissance : 11 octobre
- Taille : 148 cm
- Poids : 40 kg

Elle est opératrice sur la passerelle du NirVana, prenant en charge les communications ainsi que le positionnement des ennemis sur le radar.
Supportant difficilement la promiscuité avec les trois Taraakiens et plus généralement, les hommes (qu'elle traite en pestiférés), elle porte de drôles de déguisements afin d'éviter tout contact physique avec eux.

#### Autres Humains
« Rabat » (ラバット, Rabatto) (pseudonyme) / « Sam » (サム, Samu) (diminutif) / Samuel Adams (サミュエル・アダムズ, Samyueru Adamuzu) (nom de naissance)
Baroudeur et marchand autoproclamé errant dans l'espace avec Butan, sa familière orang-outan.
Il assume une personnalité de mauvais garçon séducteur envers la gent féminine, ainsi qu'un style de combat externe particulièrement brutal.
Son pseudonyme est une contraction de Rat Bastard (« Bâtard de rat »).
Misty Cornwell (ミスティ・コーンウェル, Misuti Kōn'weru)
- Poste : Apprenti-opératrice
- Âge : 14 ans (biologiquement) ; 77 ans (chronologiquement)
- Groupe sanguin : O
- Date de naissance : 19 juin
- Taille : 149 cm
- Poids : 37 kg

Plutonienne d'origine, elle fait partie des messagers envoyés par des « Terriens » lucides avant le commencement de la « Récolte » : étant restée en biostase durant 63 ans dans un caisson individuel, elle a été recueillie sur le NirVana avec un enregistrement de ses semblables, tandis qu'elle dérivait dans l'espace.
Malgré sa difficulté à s'adapter psychologiquement à des nouvelles époque et lieu qui lui sont inconnus, étant habituée à vivre dans un environnement où se côtoyaient naturellement hommes et femmes elle interagit spontanément avec les hommes, et éprouve énormément de mal à comprendre les normes relationnelles étranges qu'entretiennent les Mejeeriennes et les Taraakiens.
Depuis son réveil quand il l'a incidemment accueilli, elle montre avec assurance son attirance pour Hibiki.

#### Autres
Pyoro (ピョロ)
- Poste : Robot de navigation (endommagé)
- Âge : inconnu
- Groupe sanguin : aucun
- Date de naissance : inconnu
- Taille : inconnu
- Poids : inconnu
- VanDread : Oui (Hibiki/Dita/Meia/Jura)

Pyoro est un robot de navigation dont les fonctions ont été quelque peu « perturbées » lors d'un court-circuit, ce qui lui confère une personnalité et des comportements humains.
Il peut communiquer avec l'ordinateur de bord du NirVana et semble jouer le rôle d'interface pour le Paksis Pragma, avec lequel une étrange communication peut s'établir.
Il prend très à cœur l'éducation de la fille d'Ezra (Kahlua, qu'il surnomme « Pyoro-2 »), à laquelle il s'est attaché et envers qui il se comporte comme un papa-gâteau, restant le plus clair de son temps auprès d'elle pour en prendre soin.
Q (Qちゃん, Kyū-chan)
Q est le petit familier holographique de Misty Cornwell, qu'il accompagne partout.
Apparaissant depuis les boucles d'oreille de cette dernière, il s'est réactivé dès son réveil de stase.
Il est polymorphe, sa forme s'adaptant aux pensées et émotions de son amie.
Butan (ウータン, Ūtan)
Butan est une femelle orang-outan, familière et complice de Rabat qu'elle accompagne partout.
Elle aime son ami au point d'en être jalouse et très possessive, notamment quand d'autres femelles humaines s'approchent de lui. Plus intelligente qu'un primate ordinaire, elle l'assiste parfois dans l'action en usant d'une machine de combat adaptée à elle pour tirer sur leurs ennemis : elle a toutefois la gâchette facile.
Du fait qu'elle lui coure après pour l'attraper à chaque fois qu'ils se rencontrent, Pyoro l'a en horreur.

## Glossaire

### Univers

#### Système planétaireindéterminé

##### Taraak
Monde des Taraakiens.
C'est une planète exclusivement composée d'Humains mâles et dont le fonctionnement organisationnel semble se baser sur une société d'ordres à tendance militariste.

##### Mejeer
Monde des Mejeeriennes.
C'est une planète exclusivement composée d'Humains femelles et dont le fonctionnement organisationnel semble se baser sur une société de classes à tendance entrepreneuriale.

##### LeConseil des Anciens
Un conseil interplanétaire composé de huit membres (dont le « Grand-père » d'Hibiki) représentant la première génération, celle des colonisateurs ayant fondé Taraak et Mejeer en choisissant d'y séparer les hommes et les femmes.
Il est révélé vers la fin de l'histoire qu'il existe un neuvième membre à ce conseil : Hibiki Tokai lui-même qui, l'ayant oublié jusqu'alors, est lui aussi un membre de la première génération — demeuré toutefois plus longtemps que les autres en biostase, et réveillé quatorze ans avant le début de l'histoire.

#### Système solaire

##### Terre
Monde des Terriens, et d'origine des autres Humains ayant colonisé leur système.
C'est une planète devenue difficilement habitable, son atmosphère excessivement polluée étant artificiellement maintenue par des machines gyroscopiques construites autour de cette dernière. Bien que peu d'informations en est révélé, son fonctionnement organisationnel semble se baser sur une civilisation technologiquement avancée mais en déclin, au système totalitariste à tendances impérialistes et eugénistes.

##### Pluton
Colonie terrienne et monde d'origine de Misty Cornwell.
Peu d'informations en est révélé : à l'époque où Misty y vivait, elle était habitée par des Plutoniens dont les hommes et femmes vivaient en se côtoyant naturellement, visiblement plus lucides que les Terriens et dont le fonctionnement organisationnel semble avoir intégré le transhumanisme dans ses mœurs.

### Vaisseaux

#### NirVana
Vaisseau résultant de la fusion du nouveau vaisseau de guerre taraakien avec le vaisseau des pirates mejeeriennes après une irradiation du Paksis Pragma. Son nom, proposé par son capitaine Magno Vivan, est choisi après un vote de popularité au sein de l'équipage.
Vaisseau conçu à l'origine par les Terriens pour mener à bien leur programme de colonisation spatiale, il fut ensuite restauré par les Taraakiens pour en faire un vaisseau de guerre : toutefois, il tombe peu après son lancement entre les mains des pirates mejeeriennes de Magno Vivan, et fusionne avec leur vaisseau à la suite d'une tentative avortée de destruction à distance par les Taraakiens.
Puissamment armé et doté de boucliers, avec un équipage de 150 personnes, le NirVana est capable de s'activer par sa volonté propre, ou encore de rejeter son pilote, qu'il a l'air de choisir à sa guise : seul Bart Garsus semble apte et autorisé à exercer cette fonction.

#### Paksis Pragma
Prenant la forme d'un cristal émettant des sortes de radiations, le Paksis Pragma est la source d'énergie du NirVana et semble lié d'une manière ou d'une autre au robot de navigation Pyoro. L'énergie qu'il fournit est instable et les ingénieurs qui travaillent dessus ne se l'expliquent pas.
Le Paksis Pragma semble parfois agir par sa propre volonté.

#### Vaisseau-mère
Type de vaisseau inconnu et ouvertement hostile aux Taraakiens et Mejeeriennes, il centralise et téléguide les unités automatisées qui lui sont affectées.
Son mode de fonctionnement ne semble pas coutumier.

### Machines

#### Vanguard
Origine : Taraak
Caractéristiques : robot-machine de combat gris à forme humanoïde
Le Vanguard est une nouvelle génération d'unité mobile humanoïde développée par les Taraakiens et spécialement conçue pour lutter contre les Mejeeriennes.

##### Vanguard(modifié)
Origine : Taraak
Pilote : Hibiki Tokai
Caractéristiques : robot-machine de combat gris, puis mecha jaune, à forme humanoïde ; marque distinctive sur le fuselage (par Hibiki)
Atout : Attaque (bataille frontale)
Apparition : Première saison - épisode 01 : Première rencontre (ボーイ・ミーツ・ガール)
Ce Vanguard singulier, se démarquant tout d'abord par la marque distinctive faite sur son fuselage par Hibiki, puis en étant exposé à une irradiation du Paksis Pragma, présente le très grand intérêt de pouvoir se combiner avec certains Dread pour donner un nouvel appareil.
Il semble doté d'une sorte de conscience, et peut donc parfois (ré)agir par lui-même.

#### Dread
Origine : Mejeer
Caractéristique : Navette de combat
Le Dread est une navette de combat individuelle composant l'escadron d'attaque du groupe de pirates mejeriennes. Ils se distinguent les uns des autres par leur apparence personnalisée ainsi que le prénom de leur pilote respectif.
Sur les quatre unités explicitement présentées dans l'histoire, trois de ces Dread, exposés à une irradiation du Paksis Pragma, acquièrent dès lors la capacité de se combiner avec le Vanguard d'Hibiki Tokai pour donner un nouvel appareil.

##### Dread Dita
Origine : Mejeer
Pilote : Dita Liebely
Caractéristique : Navette de combat bleue
Apparition : Première saison - épisode 01 : Première rencontre (ボーイ・ミーツ・ガール)

##### Dread Meia
Origine : Mejeer
Pilote : Meia Gisborn
Caractéristique : Navette de combat grise
Apparition : Première saison - épisode 01 : Première rencontre (ボーイ・ミーツ・ガール)

##### Dread Jura
Origine : Mejeer
Pilote : Jura Basil Elden
Caractéristique : Navette de combat rouge
Apparition : Première saison - épisode 01 : Première rencontre (ボーイ・ミーツ・ガール)

##### Dread Barnette
Origine : Mejeer
Pilote : Barnette Orangello
Caractéristique : Navette de combat mauve
Apparition : Première saison - épisode 01 : Première rencontre (ボーイ・ミーツ・ガール)

#### VanDread
Origine : NirVana (Paksis Pragma)
Caractéristiques : Mecha
Nouveau type unique d'unité mobile éponyme résultant, comme son nom le suggère, de la combinaison entre les appareils exposés à une irradiation du Paksis Pragma (le Vanguard d'Hibiki Tokai avec un, ou les trois Dread concernés — et le robot de navigation Pyoro). Contrairement à ce qui semble être le cas du NirVana, cette fusion est réversible et temporaire.
En plus de regrouper les capacités des appareils combinés, le VanDread acquiert une puissance bien supérieure à n'importe quel Vanguard ou Dread ordinaire, lui permettant selon la combinaison d'affronter les diverses unités des flottes automatisées terriennes.

##### VanDread Dita
Origine : NirVana (Paksis Pragma)
Pilotes : Hibiki Tokai et Dita Liebely
Caractéristique : Mecha bleu à forme humanoïde
Atout : Attaque (puissance de feu)
Apparition : Première saison - épisode 01 : Première rencontre (ボーイ・ミーツ・ガール)
Issu de la combinaison du Vanguard et du Dread Dita, le VanDread Dita est doté de puissants canons capable de pulvériser bon nombre d'ennemis en un seul tir. Son utilité stratégique est l'attaque balistique ou la destruction massive.
De par sa polyvalence effective, cette unité est le VanDread le plus fréquemment employé.

##### VanDread Meia
Origine : NirVana (Paksis Pragma)
Pilotes : Hibiki Tokai et Meia Gisborn
Caractéristique : Mecha gris à forme d'oiseau de proie
Atout : Rapidité (vitesse de pointe)
Apparition : Première saison - épisode 04 : Je veux tout savoir sur toi (もっとあなたを知りたくて)
Issu de la combinaison du Vanguard et du Dread Meia, le VanDread Meia est capable d'atteindre des vitesses hors du commun, rendant difficile toute attaque à son encontre grâce à ses possibilités de réactivité et d'esquive rapides. Son utilité stratégique est l'attaque surprise ou semer les ennemis.

##### VanDread Jura
Origine : NirVana (Paksis Pragma)
Pilotes : Hibiki Tokai et Jura Basil Elden
Caractéristique : Mecha rouge à forme de crabe
Atout : Défense (bouclier d'énergie)
Apparition : Première saison - épisode 09 : L'enfer n'est pas ici (天国より野蛮)
Issu de la combinaison du Vanguard et du Dread Jura, le VanDread Jura est capable de générer un bouclier surpuissant grâce à des disques déflecteurs qui délimitent l'espace à protéger. Son utilité stratégique est la protection ou l'enfermement de l'ennemi à l'intérieur du bouclier.

##### VanDread Pyoro
Origine : NirVana (Paksis Pragma)
Pilotes : Hibiki Tokai, Dita Liebely, Meia Gisborn, Jura Basil Elden et Pyoro
Caractéristique : Mecha blanc à forme humanoïde
Atout : Puissance (les atouts regroupés des trois autres VanDread et du robot de navigation)
Apparition : the second stage - épisode 06 : La vie continue (オリジナル　スマイル)
Issu de la combinaison du Vanguard d'Hibiki avec les trois Dread irradiés (ceux de Dita, Meia et Jura) ainsi que Pyoro, le VanDread Pyoro possède les capacités réunies et amplifiées des trois VanDread associées à ceux du robot de navigation, et est conjointement géré par le quintuor : cela fait de ce VanDread le plus puissant de tous et le rend quasiment invincible.

##### Super VanDread
Origine : NirVana (Paksis Pragma)
Pilotes : Hibiki Tokai, Dita Liebely, Meia Gisborn, Jura Basil Elden et Pyoro
Caractéristique : Mecha blanc à forme humanoïde
Apparition : OVA Gekitou-hen (ヴァンドレッド 激闘篇)
Cette version de VanDread n'apparaît que brièvement dans l'OVA résumant la seconde saison (tout en incluant des scènes inédites).

#### Unité automatisée
Origine : Terre (vaisseau-mère)
Pilotes : Aucun (automatisme)
Caractéristique : Automate à forme variée (selon le modèle)
Atout : Adaptation (amélioration continue)
Type d'unité mobile inconnue et ouvertement hostile aux Taraakiens et Mejeeriens, il est dépourvu de pilote et téléguidé par un vaisseau-mère.
Il en existe diverses versions, qui constituent ensemble la force de frappe ennemie et semblent s'améliorer au fur et à mesure des combats.

## Productions et supports

### Animation

#### Musique

##### Génériques
La musique du premier générique d'ouverture (qui sert également au générique final de la série) est TRUST, interprétée par Salia. Celle du premier générique de fin est himegoto du duo SiLC (composée et arrangée par Miyo-Ken, écrite et interprétée par MIKI).
Les musiques des seconds génériques d'ouverture (JUSTICE) et de fin (YES TOGETHER), quant à elles, sont toutes deux interprétées par Aki Kudou (工藤亜紀, Kudou Aki),.